# Georges Petou
Georges-Paul Petou est un homme politique français né le 11 novembre 1772 à Paris et décédé le 20 mai 1849 à Elbeuf (Seine-Maritime).

## Biographie
Fabricant de draps à Louviers, puis à Elbeuf, il est maire d'Elbeuf de 1823 à 1830 et député de la Seine-Maritime de 1824 à 1837, siégeant au centre, avec les indépendants. Il signe l'adresse des 221 et se rallie à la Monarchie de Juillet, siégeant alors au tiers parti.
Fils de Pierre-Paul Petou, un fabricant lovérien venu s’installer à Elbeuf, il épouse dans cette ville, le 4 octobre 1801, Elisabeth Constance Adélaïde Bourdon (1779-1854), fille du fabricant de draps elbeuvien Pierre Charles Nicolas Bourdon (1746-1825) et d’Henriette Constance Hayet (1749-1839). Le couple aura deux enfants : Georges Pierre Petou(1802-1833) et Constance Henriette Petou (1813-1815), qui meurt en bas âge. Il demeurait à Elbeuf, rue de l’Hospice, mais acheta aussi plus tard le château de Freneuse (Seine-Maritime), dans une commune située à 10 km de la ville, mais sur la rive droite de la Seine.

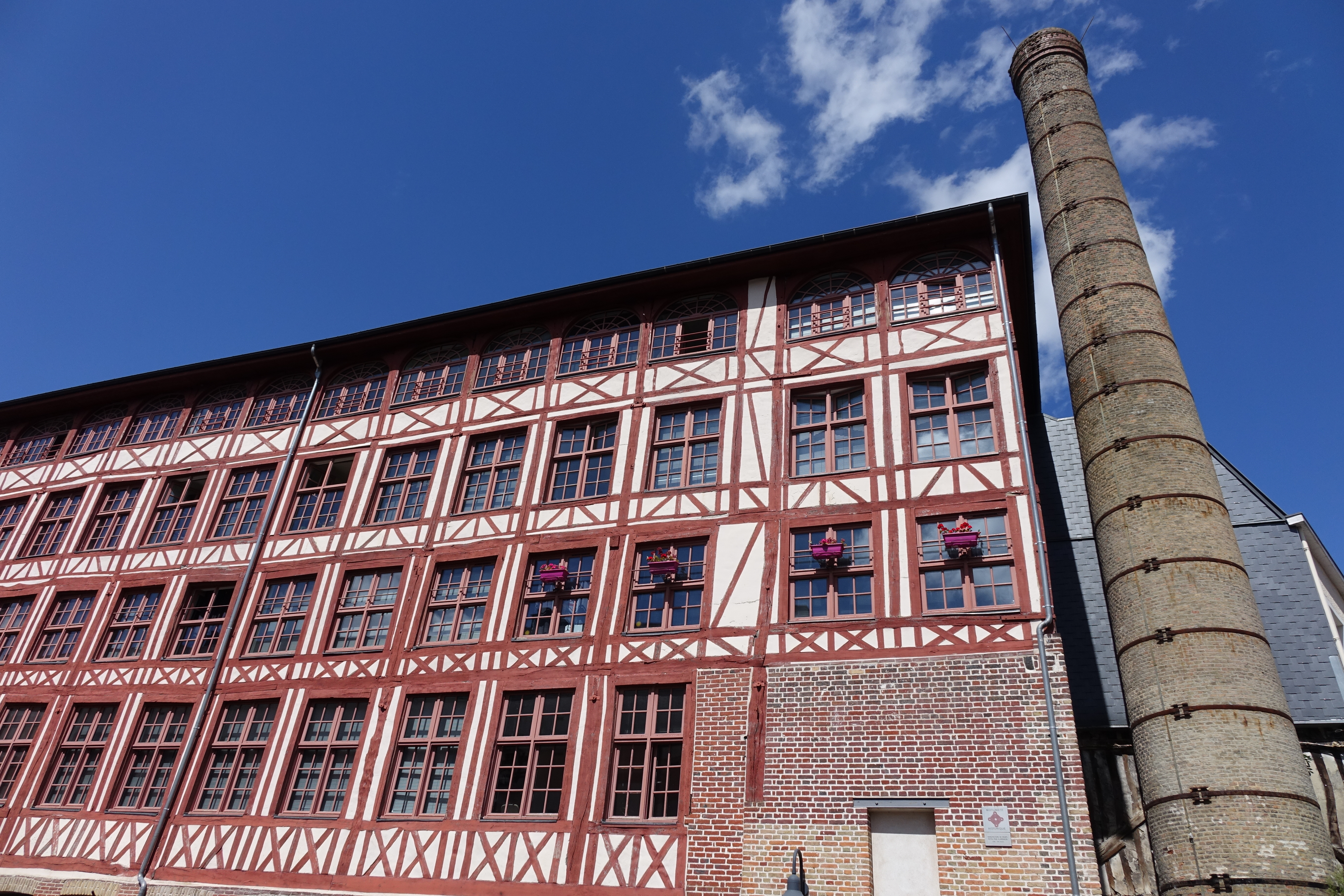
Elbeuf : Filature Petou et sa cheminée

Georges-Paul Petou s’établit comme fabricant de draps et filateur d’abord à Louviers (Eure), puis à Elbeuf, et conserve un établissement industriel dans chacune de ces deux villes. À Elbeuf, il acquiert en 1823 une fabrique à pans de bois, édifiée durant la seconde moitié du XVIIIe siècle, longue de 18 travées, située 2 rue aux Bœufs. Le rez-de-chaussée servait d’écuries et de lieu de stockage des laines. L’utilisation d’un manège de chevaux comme source d’énergie y est attestée en 1831. À partir de 1840, il loue son établissement aux sieurs Osmont et Boinard, moyennant un loyer annuel de 9 000 francs. L'édifice est alors surélevé de deux niveaux et des locaux maçonnés sont réalisés pour permettre l'installation d'une chaudière et d'une machine à vapeur. Connue sous le nom de fabrique Clarenson (du nom de son dernier exploitant), la fabrique a fonctionné jusqu’en 1961. Elle est aujourd’hui inscrite aux monuments historiques et a été reconvertie en logements. La cheminée en est toujours visible.
Georges-Paul Petou fut un fabricant de draps important et renommé. Après avoir remporté une médaille de bronze à l’exposition nationale de 1819, il reçut une médaille d’argent lors de celle de 1823, durant laquelle il exposa des draps provenant de ses deux établissements, « remarquables par une excellente et belle fabrication ». Selon le jury, « M. Petou n’emploie que des laines françaises ; il fait une exportation considérable à l’étranger. »
Membre très actif de la Chambre Consultative des Arts et Manufactures d’Elbeuf (ancêtre de la Chambre de commerce) depuis qu’il y a été élu en 1816, il participa à plusieurs délégations envoyées à Paris auprès du ministre de tutelle et présida cette assemblée, en tant que maire, de 1823 à 1831. En 1841, il payait un cens de 2 179 F, ce qui en fait un des personnages les plus fortunés de la ville. (Il paie encore 1 640 F en 1847).

## Carrière politique

### Maire d’Elbeuf
Élu conseiller municipal (en 1814 et 1815), puis nommé par Louis XVIII, le 30 avril 1823, il fut le 19e maire d’Elbeuf. 
À ce titre il reçoit la duchesse de Berry en juillet 1824, puis Marie-Thérèse Charlotte de France, duchesse d’Angoulême (fille de Louis XVI), en 1828. Elle dîna et dormit dans sa demeure ; le lendemain il lui fit visiter les églises de la ville, mais aussi sa fabrique ainsi que celles de Robert Flavigny et Victor Grandin, deux des plus importants fabricants de la ville. Mais il semble avoir été très pris par ses fonctions parlementaires et retenu souvent à Paris : le compte-rendu d’une cérémonie d’inauguration d’un buste de Louis-Philippe à Elbeuf, en même temps que la remise du drapeau donné par le roi à la garde nationale de la ville, évoque ainsi la « présence momentanée » du maire dans la cité. Après la révolution de 1830 (durant laquelle une commission municipale provisoire assura la direction de la ville pendant qu’il était à Paris), il reprit ses fonctions le 3 septembre. Mais une ordonnance royale, en date du 12 décembre 1831, nomme un autre maire.
La ville d’Elbeuf a donné son nom à l’une de ses rues.

### Député
Georges-Paul Petou fut le premier député que la ville d’Elbeuf put élire et considérer comme son porte-parole. Royaliste constitutionnel, élu de 1824 à 1837, il siège d’abord durant la Seconde Restauration au centre gauche, avec les Indépendants, et vote avec les « amis de la Monarchie et de la Charte ». 
Membre de la loge elbeuvienne L’Union (active de 1810 à 1833), Georges-Paul Petou fréquente cependant de plus en plus, avec quelques autres maçons elbeuviens, les chefs de file normands de l’opposition libérale. En 1829 sont ainsi membres honoraires de la loge d’Elbeuf les députés Louis Pierre Édouard Bignon, Alexandre Dumeilet et Jacques Dupont de l’Eure.
On les retrouve avec lui, notamment à la Grande Fête Patriotique et Maçonnique donnée en l’honneur de La Fayette le 6 août 1830.
Cela explique sans doute son passage à l’opposition. Il signe le 18 mars 1830 l'Adresse des 221 qui exigeait la responsabilité ministérielle devant la Chambre et aboutit à la dissolution de celle-ci par Charles X. Il se rallie à Louis-Philippe sous la Monarchie de Juillet, et siège dès lors avec le Tiers parti. Il s’opposa cependant par la suite au nouveau régime lorsqu’il le considéra comme devenant trop conservateur. C’était un farouche adversaire du « parti prêtre » et de l’influence des Jésuites. 
Mandats successifs  et appartenances politiques :
25 février 1824 – 5 novembre 1827 : Indépendant
17 novembre 1827 – 16 mai 1830 : Indépendant
12 juillet 1830 – 31 mai 1831 : Indépendant
5 juillet 1831 – 25 mai 1834 : Tiers-parti
21 juin 1834 – 3 octobre 1837 : Tiers-parti
Député honnête et consciencieux, mais dépourvu d’éloquence et aux interventions à la tribune souvent maladroites ou sans grand intérêt, il fut parfois brocardé par certains journaux. Le Figaro (4 mai 1834) se moque de sa « voix flûtée » et dénonce le fait qu’il se soit levé machinalement avec l’opposition pour voter contre une loi qu’il avait pourtant approuvée quelques jours plus tôt en commission. Le même journal (29 mars 1837) raille son obsession d’un complot jésuite : « M. Petou voit des jésuites partout (…) Il a dans la vue quelque chose de dérangé (…) qui donne au malheureux qui en est affecté la triste faculté de voir tout se métamorphoser en jésuite. » La Biographie des députés (1826) le décrit ainsi : « Cet honorable manufacturier professe l’indépendance la plus absolue, et, dans aucune circonstance il ne recule devant ses devoirs de député. Nous avons cependant un reproche amical à lui faire : il ne soigne pas assez son débit, et ses brusques intonations excitent parfois l’hilarité de l’Assemblée. » La Biographie politique, session de 1831, se montre plus louangeuse : « Cet honorable député a prouvé que personne ne possédait à un haut degré plus éminent le sentiment des véritables intérêts du peuple. » Assis au milieu des représentants du centre, il n’hésite pas – dit-elle – à se lever pour voter oui « sitôt qu’une mesure libérale et généreuse appelle son suffrage (…) dominant de sa haute stature l’impassible juste-milieu ».
Député assidu, très actif, il prend la parole sur des sujets fort divers (le monopole du tabac, le cidre, le colportage, la pêche fluviale…), intervenant souvent, trop peut-être. Il montre son aversion pour les privilèges (notamment ceux des pairs de France) et surtout son souci d’économiser l’argent des contribuables : il débat des budgets des ministères de l’Intérieur, de la Marine, de la Justice (proposant notamment de diminuer de moitié le traitement du Garde des Sceaux), des administrations des Postes, des Ponts et Chaussées…
Un jour qu’il réclamait à nouveau la parole, le président de l’Assemblée André Dupin, (célèbre pour ses jeux de mots féroces) demanda à ses collègues, en détachant ostensiblement les syllabes : « La Chambre veut-elle que Monsieur le député Pèt-ou-parle », suscitant les rires et les réponses « Qu’il parle plutôt ! ». Ce calembour de l’hémicycle circula à Elbeuf (et Petou en riait lui-même) mais fut encore colporté par des journaux satiriques longtemps après sa mort (L’Argus et le Vert-vert réunis, 14 janvier 1866 ; L’Éclipse, 15 novembre 1906 ; La Lanterne, 8 mai 1926).
Georges-Paul Petou a défendu les intérêts de l’industrie elbeuvienne à diverses reprises, y compris face à la ville de Louviers dont sa famille était pourtant originaire. En 1829, il regrette que la prime accordée à l’exportation des tissus de laine ne soit pas en rapport avec le droit de 55% imposé à l’entrée des laines étrangères, qui en constituent souvent la matière première. (Le Journal des débats du 15 juillet 1829 rapporte qu’ayant été interrompu par les murmures d’impatience des députés de droite qui trouvaient son intervention trop longue, il s’arrêta de parler et descendit de la tribune). Il a aussi soutenu en 1834 un projet de loi sur la vente des déchets de fabrique.
En 1834, il est réélu malgré la candidature d’un autre fabricant elbeuvien, Victor Grandin ; il est vrai que l'on ne décèle aucune divergence politique entre les deux candidats.
Durablement affecté par la mort prématurée de son fils unique, Georges-Pierre Petou (décédé à 30 ans le 19 mars 1833) et lui-même en mauvaise santé, il laisse sa place lors des élections législatives de 1837 à son neveu Pierre Henri Sevaistre, élu contre Victor Grandin, de nouveau candidat. C'est à cette date que Georges-Paul Petou abandonne la vie politique et reprend la direction de sa manufacture jusqu’en 1844.

## Publications
- Article additionnel proposé par M. Petou,... à l'article 22 du projet de loi sur la police de la presse. Séance du 12 mars 1827, Paris, Impr. de Henry, s. d. [1827], 1 p. (FRBNF31094229 et FRBNF36468935)
- Chambre des Députés. Session de 1824. Opinion de M. Petou,... sur le chapitre V du budget du Ministère de l'intérieur (haras). Séance du 15 juillet 1824, Paris, Impr. de Hacquart, 1824, 7 p. (FRBNF31094231)
- Chambre des Députés. Session de 1824. Opinion de M. Petou,... sur le projet de loi relatif à l'ouverture de nouveaux crédits pour complément des dépenses extraordinaires de 1823. Séance du 29 juin 1824, Paris, Impr. de Hacquart, s. d. [1824], 7 p. (FRBNF31094230)
- Chambre des Députés. Session de 1824. Opinion de M. Petou,... sur le budget du Ministère de la Marine (administration centrale)... Séance du 17 juillet 1824, Paris, Impr. de Hacquart, s. d.[1824], 4 p. (FRBNF31094232)
- Chambre des Députés. Session de 1824. Réponse de M. Petou à une lettre de plusieurs fabricants de draps, de Louviers, insérée dans le Journal du commerce sous la date du 11 de ce mois, sur la nouvelle loi tendant à réprimer les altérations, etc., sur les produits fabriqués, Paris, Impr. de J. Didot aîné, s. d. [1824], 7 p. (FRBNF31094233)

## Sources
- Manuéla Manoury, « Étude de généalogie sociale : les familles Bourdon, Petou et Sevaistre à Elbeuf-sur-Seine de la fin du XVIIIe au milieu du XIXe siècle », mémoire de maîtrise d’histoire, sous la direction d’Alain Becchia, Université de Rouen, 1996 (Elbeuf, Centre d’Archives Patrimoniales, BH 899).
- Éric Saunier, « Les Francs-Maçons elbeuviens de 1805 à 1830 », Bulletin de la Société de l’Histoire d’Elbeuf, n° 16, décembre 1991, p. 25-30 et « Une loge maçonnique à Elbeuf (1810-1833) », Bulletin de la Société de l’Histoire d’Elbeuf, n° 22, décembre 1994, p. 47-52.
- Francis Concato, Pierre Largesse, Éléments pour une histoire de la Chambre Consultative des Arts et Manufactures d’Elbeuf, Elbeuf, CCI, 1992.
- Henri Saint-Denis, Histoire d’Elbeuf, t. X, Elbeuf, Impr. Saint-Denis, 1903 (notamment p. 27, 214-215).
- « Georges Petou », dans Adolphe Robert, Edgar Bourloton et GastonCougny,Dictionnaire des parlementaires français depuis le 1er mai 1789 jusqu’au 1er mai 1889, Paris, Bourloton éditeur, 1891 (p. 609).
- Étienne Pascallet (dir.), Le biographe universel. Revue générale biographique et nécrologique, 7ème série, vol. XIII, tome 1er, Paris, 1847 (p. 185-188).
- Laurent Antoine Pagnerre, Biographie politique des députés, session de 1831, Paris, Pagnerre éditeur, 1831 (p. 240).
- Pierre-François-Marie Massey de Tyronne et Jean-Gabriel Dentu, Biographie des députés de la Chambre septennale de 1824 à 1830, Paris, J.-G. Dentu, 1826 (p. 473).
- Louis Etienne François Héricourt de Thury et [-] Migneron, Rapports sur les produits de l’industrie française (…), Paris, Imprimerie Royale, 1824, p. 26-27.
- La Chambre consultative des manufactures de la ville d'Elbeuf à Monsieur Petou, membre de la Chambre des députés [à propos de la falsification des marques sur les draps], 11 juillet 1824, Paris,Imp. de J. Didot aîné, s. d. [1824], pièce (FRBNF33291542)
- Société de l’Histoire d’Elbeuf